# Adagoi (Vila Pouca de Aguiar)
Adagoy era, em 1747, uma aldeia portuguesa da freguesia de São João Baptista de Capeludos, termo de Vila Pouca de Aguiar, Comarca Eclesiástica de Vila Real, Arcebispado de Braga, Província de Trás-os-Montes. Existia aqui uma ermida dedicada a Nossa Senhora da Encarnação.